# Gloiothele
Gloiothele là một chi nấm thuộc họ Stereaceae.